# Fédération internationale des journalistes et écrivains du tourisme
La Fédération internationale des journalistes et écrivains du tourisme (FIJET) est une organisation professionnelle de journalistes de voyage et d'écrivains de voyage.

## Présentation
Le 4 décembre 1954, des associations de journalistes et d'écrivains français et belges se concertent pour créer la Fédération internationale des journalistes et écrivains du tourisme.
La FIJET veut promouvoir l'expansion du tourisme dans le monde en tant que puissant facteur de réconciliation entre les peuples ; défendre le droit de tous à voyager en vacances ; conserver les ressources humaines, naturelles, culturelles et historiques en se souciant de leur écologie ; préserver et vulgariser les monuments ; diffuser des informations sur les nations et leur histoire, leurs habitudes, leurs traditions et leur culture ; développer de nouvelles formes de tourisme et de nouvelles destinations pour offrir des vacances à tous les niveaux sociaux ; encourager les organisations touristiques du monde entier et l'échange international d'expériences.
Les derniers statuts sont adoptés lors de l'Assemblée générale du Congrès mondial FIJET en 2006 à Karlovy Vary et amendés lors du Congrès mondial FIJET de 2008 en Slovénie. le 58e congrès du Fijet s'est tenu à Moscou.
Le 60e congrès de la FIJET s'est tenu à Marrakech au Maroc du 29 novembre 2018 au 03 décembre 2018.

## Objectifs
- 1. 	Etudier les conditions nécessaires au développement du tourisme et au droit de jouir des loisirs dans tous les pays,
- 2. 	Contribuer à la diffusion d'une information gratuite, objective, complète et originale de la plus haute qualité en matière de tourisme dans le respect de la déontologie de la profession de journaliste,
- 3. 	Faire le lien entre les autorités du tourisme et le grand public,
- 4. 	Permettre aux membres des Associations nationales d'exercer leurs fonctions par la mise en place de voyages d'information appelés voyages de presse ou voyages de familiarisation.
- 5. 	Mettre en place des centres de documentation pour soutenir les activités de la Fédération et des Associations nationales,
- 6. 	Valoriser les journalistes et écrivains touristiques aux yeux du public et des organisations impliquées dans le tourisme,
- 7. 	Encourager la spécialisation des jeunes journalistes dans le tourisme et la création d'un Centre international du tourisme,
- 8. 	Favoriser la création d'associations nationales de journalistes et d'écrivains touristiques dans tous les pays,
- 9. 	Organiser des Conférences Internationales
- 10. Editer des publications professionnelles imprimées et en ligne consacrées au tourisme et aux questions touristiques et aux efforts journalistiques liés au tourisme.

## Le prix de la pomme d'or
" La Pomme d'Or " est un prix créé en 1970. Ce prix d'excellence est décerné chaque année à une organisation, un pays, une ville ou une personne en reconnaissance de ses efforts importants dans la promotion du tourisme culturel,.

## L'Académie du FIJET
Le programme FIJET "Jeunes Journalistes" offre aux débutants journalistes l'opportunité de travailler avec des journalistes touristiques expérimentés et de visiter certaines lieux touristiques.
Le programme comprend des séminaires, des ateliers et des expériences d'apprentissage pratique. Les journalistes participants bénéficient également de visites guidées et d'opportunités de rencontrer et d'échanger avec des professionnels du tourisme.
Les étudiants participants collaborent à la rédaction et à la présentation d'un article ou d'un rapport (à sélectionner par les étudiants) au cours de leurs études. Les étudiants sont également tenus de rédiger (pour les publications imprimées) ou de produire (pour la radio et la télévision) un rapport sur le pays d'accueil.